# Plagodis schuylkillensis
Plagodis schuylkillensis är en fjärilsart som beskrevs av Grossbeck 1908. Plagodis schuylkillensis ingår i släktet Plagodis och familjen mätare. Inga underarter finns listade i Catalogue of Life.